# Dejongia lobidactylus
Dejongia lobidactylus är en fjärilsart som beskrevs av Fitch 1854. Dejongia lobidactylus ingår i släktet Dejongia och familjen fjädermott. Inga underarter finns listade i Catalogue of Life.